# Anton Voigt
Anton Voigt (* 10. Jänner 1947 in Innsbruck) ist ein österreichischer Pianist, Klavierpädagoge und Musikvermittler. 

## Ausbildung
Nach erstem Musikunterricht durch den Vater (Violine) erhielt Anton Voigt eine  musikalische Ausbildung in den Fächern Klavier, Orgel, Komposition, Dirigieren und Schulmusik am Innsbrucker Konservatorium. Prägend war die Begegnung mit der amerikanischen Pianistin Margot Pinter, mit der er von 1974 bis zu ihrem Tod 1982 verheiratet war. Privatunterricht in Paris bei Yvonne Lefebure, der ehemaligen Assistentin Alfred Cortots, und Meisterkurse bei Yvonne Lefebure und Wilhelm Kempff dienten der Vorbereitung auf eine Pianistenlaufbahn. Musikwissenschaftliche Studien in Salzburg und Wien, vor allem bei Gernot Gruber und Walter Pass, erweiterten sein musikalisches Denken.

## Konzerttätigkeit
Nach ersten Auftritten als Geigen- und Klavierschüler in Vortragsabenden des Innsbrucker Konservatoriums und einer Tätigkeit als Kirchen- und Konzertorganist ab dem 14. Lebensjahr debütierte Anton Voigt als Pianist im Rahmen der Innsbrucker Jugendkulturwoche 1968 mit einer Aufführung des Ludus tonalis von Paul Hindemith, was ihm ein Stipendium für die Darmstädter Ferienkurse für Neue Musik vermittelte. Der Neuen Musik blieb der Pianist in den Folgejahren in seiner Konzerttätigkeit mit Debüts in Wien (Brahmssaal), London (Wigmore Hall) und Warschau (alle 1974) treu. Es folgten Auftritte beim Carinthischen Sommer, dem Klangbogen Wien, dem Cardiff Music Festival, dem Oxford Wellesz Centenary Festival, dem Manchester Piano Festival. Live-Mitschnitte und Studioproduktionen liegen beim ORF, bei der BBC Cardiff, dem VRT Brüssel, der SRG Zürich und Lausanne vor. Als Solist war Voigt unter anderen mit dem Spoleto Festival Orchestra, dem Bruckner Orchester Linz und dem Barockorchester L’arpa festante München tätig. Ein Repertoire-Schwerpunkt war und ist die Musik der Zweiten Wiener Schule (Erstaufführung der nachgelassenen Webern-Klavierstücke in mehreren europäischen Ländern) und des Umkreises (sämtliche Klavierkompositionen von Egon Wellesz an zwei Abenden, Hans Erich Apostel, Hanns Eisler).
Ausgehend von musikwissenschaftlichen Studien über Mozart beschäftigte sich Anton Voigt ab Mitte der 1980er-Jahre mit Historischer Aufführungspraxis und ihrer Anwendung am historischen bzw. am modernen Klavier.

## Lehrtätigkeit
Von 1976 bis zur Emeritierung 2009 war Anton Voigt als Professor für Klavier am Bruckner-Konservatorium des Landes Oberösterreich, der späteren Anton Bruckner Privatuniversität Linz tätig. Daneben initiierte und hielt er von 1979 bis 1991 die Einführungslehrveranstaltung zu Musik des 20. Jahrhunderts sowie das Praktikum zu Neuer Musik, aus dem die Klangspur Linz hervorging. Nach erfolgter Habilitation wurde er 2004 zum Universitätsprofessor für Klavier ernannt. 
Anton Voigt wurde und wird von in- und ausländischen Institutionen als Gutachter und Juror herangezogen (Habilitationskommissionen, Gutachter in Berufungsverfahren, Nationale und Internationale Klavierwettbewerbe). 
Von 2009 bis 2024 war er Lecturer im Postgraduate Master’s Program Music Management an der Donau-Universität Krems; vom Wintersemester 2015/16 bis Ende es Wintersemesters 2021/22 unterrichtet er an der Universität Mozarteum Salzburg im Rahmen des Pre-College.

## Hochschulmanagement
Als Präsidiumsmitglied hatte Voigt Anteil an der Akkreditierung des Bruckner-Konservatoriums zur Anton Bruckner Privatuniversität. 1997 bis 2006 war er Dekan der Künstlerischen Studien, 2006/07 Kommissarischer Rektor.

## Musikvermittlung
Bereits während der Studienzeit setzte sich  Voigt dafür ein, der Zeitgenössischen Musik mehr Platz in Konzert und Unterricht einzuräumen. Nach seinem Ausscheiden als Chorleiter der Landesgedächtniskirche St. Paulus in Innsbruck (1969–1973) initiierte er die Gründung der Ökumenischen Chorgemeinschaft, die bis heute existiert. Zwischen 1980 und 1984 gestaltete und moderierte er ca. 100 Sendungen für den Österreichischen Rundfunk, Ö1, besonders zu Neuer Musik. Er war Konzertkurator der Serie beiSPIELsweise im Brucknerhaus Linz und initiierte (1999) bzw. leitet die Serie Sonntagsmusik im Salon im Oberösterreichischen Landesmuseum, in der  oberösterreichische Talente neben international tätigen Künstlern zu hören sind. 
Als musikwissenschaftlicher Berater war Voigt 1991 Mitarbeiter der Mozart-Ausstellung des Oberösterreichischen Landesmuseums in Linz anlässlich des 200. Todestags des Komponisten. 2009 kuratierte er den neugeschaffenen Beethoven-Raum im Schlossmuseum des Oö. Landesmuseums, der dem Wirken des Komponisten in Linz gewidmet ist und in dem als Besonderheit ein Hammerflügel der Brüder Erard von 1803 aus Beethovens Besitz präsentiert wird.
Der European Piano Teachers Association Österreich stand Anton Voigt von 2006 bis 2015 als Präsident vor. In dieser Zeit zeichnete er für die jährlich abgehaltenen Kongresse verantwortlich (z. B. „Zwischen Behinderung und Hochbegabung.“ Mozarteum und Musikum Salzburg, 2010; „Was meinst du eigentlich? Aspekte der Kommunikation zwischen Studierenden, Lehrenden, Werk und KomponistInnen.“ Kunstuniversität Graz, 2015). An der Anton Bruckner Privatuniversität Linz initiierte er im Herbst 2018 eine Symposium, das dem Pianisten und Komponisten Eduard Steuermann gewidmet war.

## Stipendien und Ehrungen (Auswahl)
- 2024 Ehrendoktorat (Dr. h. c.) der Anton Bruckner Privatuniversität
- 2024 Goldene Kulturmedaille des Landes Oberösterreich
- 2015: Ehrenpräsident der EPTA Österreich
- 2010: Silbernes Ehrenzeichen der Republik Österreich
- 1994: Oberösterreichischer Landeskulturpreis für Initiative Kulturarbeit
- 1974: Stipendium der Hindemith-Stiftung (Frankfurt/Blonay)

## Veröffentlichungen (Auswahl)
- Alfred Cortot. Tastenpoet – Lehrer – Kulturakteur. München: edition text + kritik, 2024. ISBN 978-3-96707-708-7.
- …eine ganz hervorragende Wiener Schule…? Eduard Steuermann als Klavierpädagoge. In: Lars E. Laubhold [Hg.]: Eduard Steuermann.  „Musiker und Virtuose“. Symposiumsbericht. S. 104–165. München: edition text + kritik, 2022. ISBN 978-3-86916-817-3.
- Haydn und Mozart. Rivalen und/oder Kollegen?; Johann Michael Haydn als Lehrer und Vorbild. In: Eva Maria Stöckler und Agnes Brandtner [Hg.]: „…dauert ewig schön und unveraltet…“ Johanne Michael Haydn – kein vergessener Meister! S. 99–111 bzw. 179–194. Wien: Hollitzer, 2020. ISBN 978-3-99012-846-6.
- Im Dienste Anton Bruckners. Der Dirigent Georg Tintner (1917–1999). In: Bruckner-Jahrbuch 2015–2017, hg. von Andreas Lindner und Klaus Petermayr. Linz: Anton Bruckner Institut Linz, 2017.
- notations 1985–2015. Texte zu Klavierdidaktik, Werkgeschichte und Interpretation. Hg. gem. mit Karin Wagner im Auftrag der European Piano Teachers Association Österreich. Universal Edition, Wien 2015, ISBN 978-3-7024-7371-6.
- Verweile doch! Du bist so schön! Betrachtungen über das Schöne in der Musik. In: Mythos Schönheit. Facetten des Schönen in Natur, Kunst und Gesellschaft. Hatje Cantz, Ostfildern/Linz 2015, ISBN 978-3-7757-3984-9, S. 219–226.
- Competitions: Opportunity or Lion’s Den? In: Piano Journal. The European Journal for Pianists and Piano Teachers. Vol. 33, No. 103 2014, S. 23–25.
- Vom Anfangen. In: Aller Anfang ist... Hg. von European Piano Teachers Association, Sektion der Bundesrepublik Deutschland. Staccato-Verlag, Düsseldorf 2015, ISBN 978-3-932976-62-9, S. 94–101.
- Paul Hindemith: Ludus tonalis bzw. Ludi leonum. In: Aufbruch in die Moderne. Hg. von European Piano Teachers Association, Sektion der Bundesrepublik Deutschland. Staccato-Verlag, Düsseldorf 2013, ISBN 978-3-932976-51-3, S. 57–64.
- What Does „Motion in Music“ Stand For? In: Piano Journal. The European Journal for Pianists and Piano Teachers. Vol. 32, No. 100 2013, p. 11–15.
- „Wem Kummer nur bestimmt, der kann nur weinen.“ Der Neapolitanische Sextakkord in der Klaviermusik des 18. und 19. Jahrhunderts. In: Zuhause sein im Tonsystem. Hg. von European Piano Teachers Association, Sektion der Bundesrepublik Deutschland. Staccato-Verlag, Düsseldorf 2011, ISBN 978-3-932976-43-8, S. 113–120.
- „Eure Rede aber sei: Ja, ja, nein, nein.“ Kunst und Gewissen in Zeiten der Bedrohung. In: Klänge der Macht. Nationalsozialistische Musikpolitik in Oberösterreich. Linz 2010, ISBN 978-3-901479-61-8, S. 97–104.
- Nicht Richter, sondern Helfer. Die Pianistin Margot Pinter als Cultural Officer der amerikanischen Militärverwaltung. Zur „Entnazifizierung von Musik“. In: „Kulturhauptstadt des Führers“. Kunst und Nationalsozialismus in Linz und Oberösterreich. Ein Projekt der oberösterreichischen Landesmuseen in Kooperation mit „LINZ 2009 Kulturhauptstadt Europas“. ISBN 978-3-85252-967-7, S. 261–268.
- Kein ‚Hof’ und doch bedeutsam. Linz als Nebenstation im Leben Mozarts. In: Mozart. Experiment Aufklärung im Wien des ausgehenden 18. Jahrhunderts. Essayband zur Mozart-Ausstellung. Hatje Cantz, Wien 2006, ISBN 978-3-7757-1689-5, S. 551–558.
- „Contra E“. Anmerkungen zu einem nicht verwendeten Ton in Beethovens Klaviersonate op. 109. In: Querstand I. Beiträge zu Kunst und Kultur. ConBrio, Linz 2005, ISBN 3-932581-73-3, S. 177–186.
- „If only the grown-ups would not have so many prejudices...“ Children’s Pieces by Anton Webern. In: Piano Journal. The European Journal for Pianists and Piano Teachers. Vol. 25, No. 78, Winter 2005, p. 11–17. 
  - Deutsche Version als: Die Musik eines Verrückten? Gedanken zur Interpretation von Weberns Klaviermusik am Beispiel des „Kinderstücks“. In: Üben&Musizieren. Zeitschrift für Instrumentalpädagogik und musikalisches Lernen. Heft 5, Oktober/November 2007, S. 34–37.
- „Luft von anderem Planeten“. Schönbergs Drei Klavierstücke op. 11. In: EPTA Österreich. Dokumentation 1998–2001, S. 117–125. Nachdruck in: notations 1985–2015. Texte zu Klavierdidaktik, Werkgeschichte und Interpretation. Hg. gem. mit Karin Wagner im Auftrag der European Piano Teachers Association Österreich. Universal Edition, Wien 2015, ISBN 978-3-7024-7371-6, S. 305–319. 
  - ‚Air from another planet‘ (Luft von anderem Planeten) (Stefan George). Arnold Schoenberg's Drei Klavierstücke Op. 11 (1909). In: Piano Professional. the Magazin For The Teaching Pianist. Autumn 2016, Issue 42, S. 10–15.
- Transcription Comes of Age. When Bach-Busoni became Schoenberg-Busoni. In: Piano Journal. The European Journal for Pianists and Piano Teachers. Vol. 24, No. 70 Spring 2003, Issue 70, S. 14–17.
- Mozart in Linz und Musik und Theater in Linz zur Zeit Mozarts Mozart in Linz. In: Mozart in Linz. Katalog zur Ausstellung im Schloßmuseum Linz, 1991, ISBN 3-900746-38-9, S. 11–16 und 25–38.
- Biographien eines Zeitgenossen: Franz Xaver Glöggl über beide Mozart und Franz Xaver Süßmayr. In: Die Klangwelt Mozarts. Katalog zur Ausstellung im Kunsthistorischen Museum Wien, 1991, S. 149–157.
- Mozarts „Forte piano pedale“. In: Jahresbericht des Bruckner-Konservatoriums Linz, 1988/89.
- Kopf auf der Spitze des Messers. Gedichte von René Char – vertont von Pierre Boulez. In: Lesezirkel. Literaturmagazin N. 34, 5. Jahrgang, 1988.
- Zur Konzertpraxis mit Skrjabins Werken aus der Sicht des Interpreten (Pianisten). Gemeinsam mit Margot Pinter. In: Otto Kolleritsch (Hrsg.): Alexander Skrjabin. Graz 1980 (= Studien zur Wertungsforschung, Band 13), S. 155–161.